# HD39317
HD39317 — хімічно пекулярна зоря спектрального класу B9, що має видиму зоряну величину в смузі V приблизно 5,6.
Вона знаходиться у сузір'ї Телець й розташована на відстані близько 515,3 світлових років від Сонця.

## Фізичні характеристики
Зоря HD39317 обертається 
порівняно повільно 
навколо своєї осі. Проєкція її екваторіальної швидкості на промінь зору становить Vsin(i)= 39км/сек.

## Пекулярний хімічний вміст
Зоряна атмосфера HD39317 має підвищений вміст 
Si
.

## Магнітне поле
Спектр даної зорі вказує на наявність магнітного поля у її зоряній атмосфері.
Напруженість повздовжної компоненти поля оціненої з аналізу
крил ліній Бальмера
становить 400,0± 210,0 Гаус.